# Bischöfliches Weingut Rüdesheim
Das Bischöfliche Weingut Rüdesheim ist ein Weingut im kirchlichen Besitz in Rüdesheim am Rhein. Es liegt im deutschen Weinanbaugebiet Rheingau. Es bewirtschaftet ca. neun Hektar Rebfläche, die zu 80 % mit Riesling und 20 % mit Spätburgunder bestockt sind.

## Geschichte des Weinguts
Das Bischöfliche Weingut Rüdesheim mit seinen Vorgängern gehört vermutlich zu den ältesten Weingütern im Rheingau und Deutschland, auch wenn das genaue Gründungsjahr nicht eindeutig bekannt ist. Der Ursprung des heutigen Bischöflichen Weinguts Rüdesheim ist das ehemalige Pfarrweingut Rüdesheim, dessen erste Hinweise sich bereits im 11. Jahrhundert finden. Im 12. Jahrhundert wurde das wahrscheinlich schon bestehende Pfarrweingut durch eine Schenkung des adeligen Engelhard Brömser aus Rüdesheim erweitert. Er gelobte für die sichere Rückkehr aus sarazenischer Gefangenschaft, dem Ort Rüdesheim eine Kirche zu stiften und ihr Weinberge zu schenken.
Im Jahr 1984 übernahm das Bistum Limburg das damalige Pfarrweingut Rüdesheim als Stiftung. Seitdem führt es das Wappen des Bistums Limburg. 1996 erfolgte die Umbenennung in „Bischöfliches Weingut Rüdesheim“. Seit Anfang 2009 firmiert es als Gesellschaft mit beschränkter Haftung.

## Gebäude

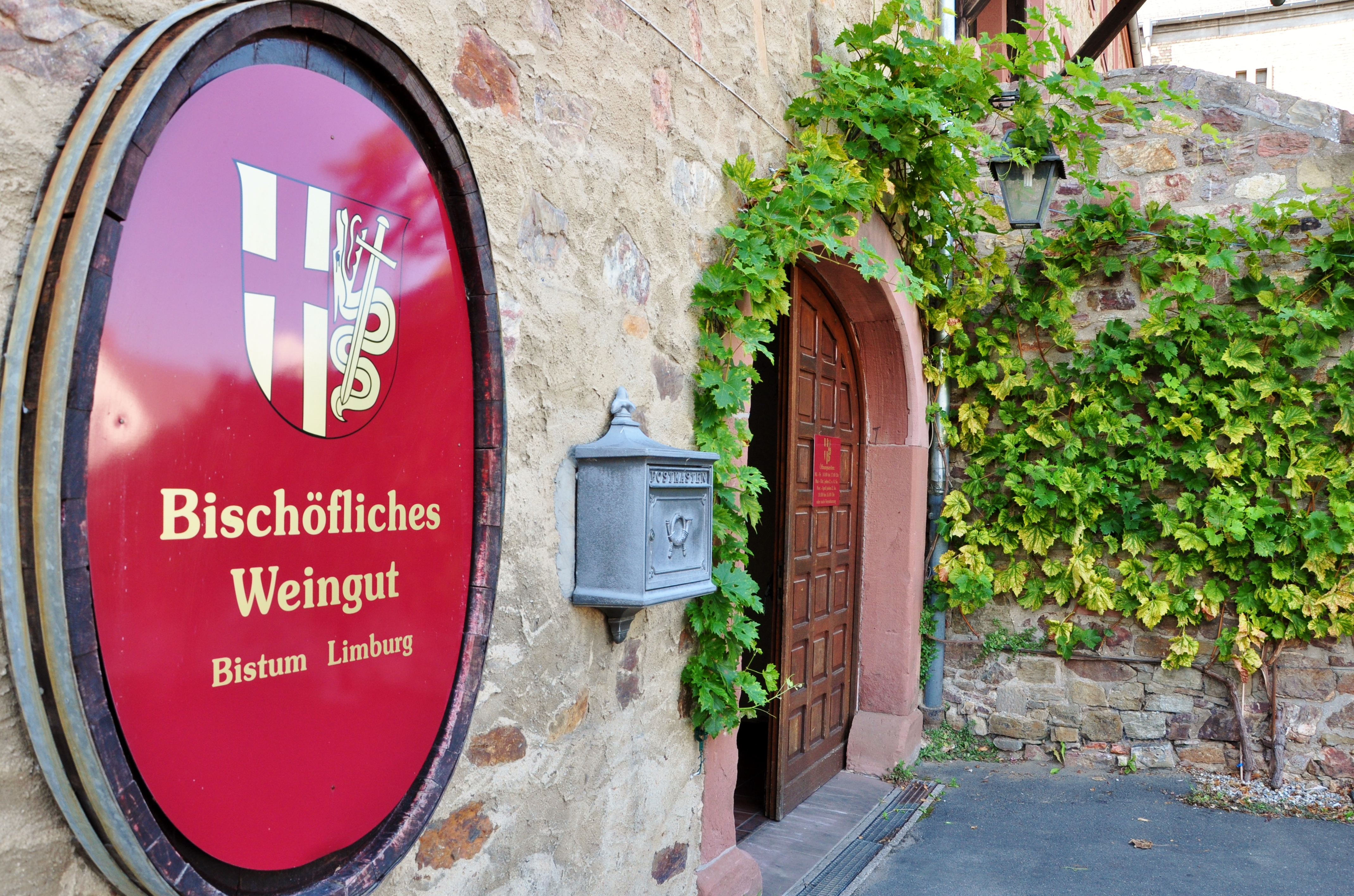
Eingang des Bischöflichen Weinguts Rüdesheim.

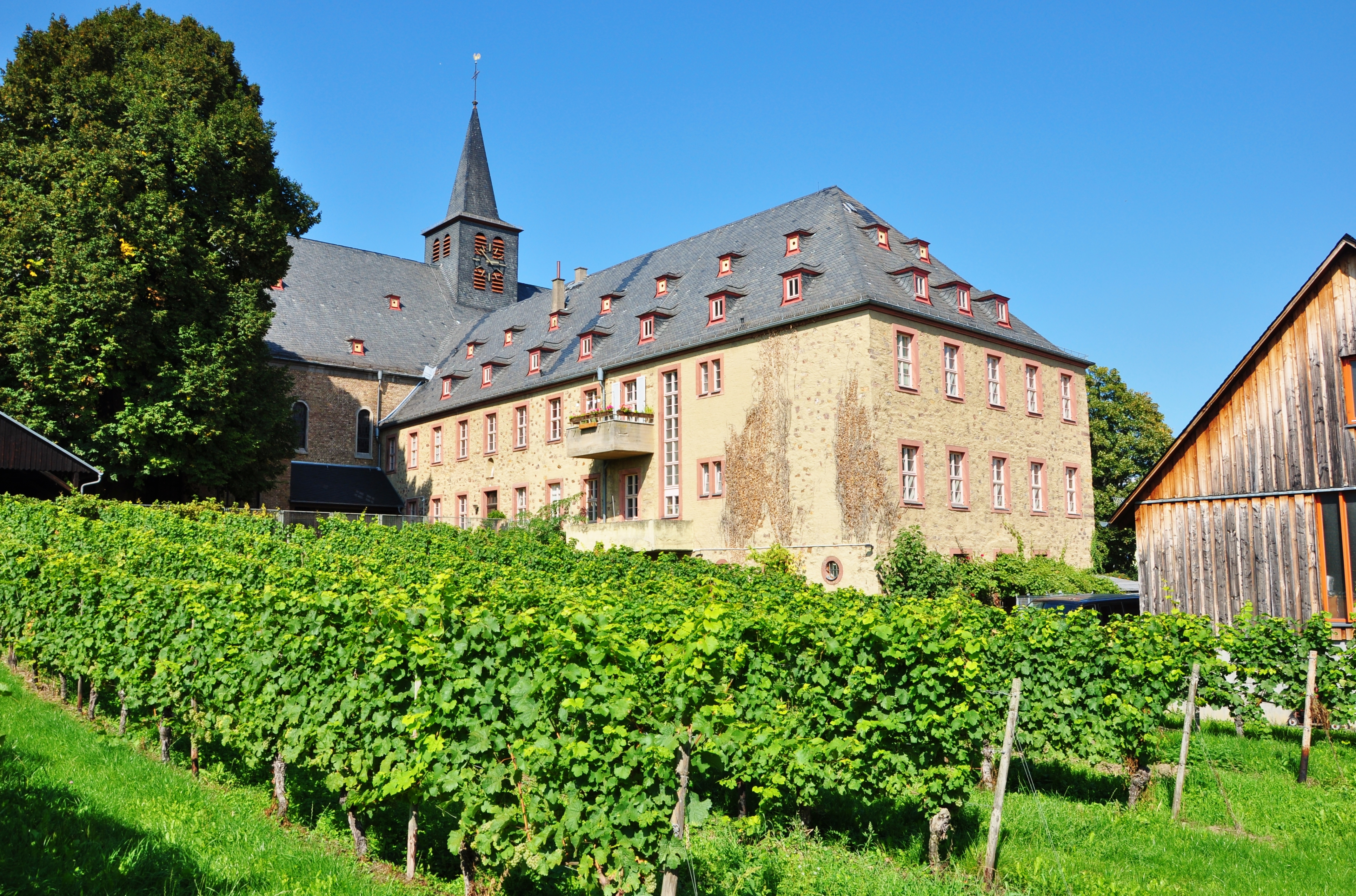
Ostflügel des ehemaligen Klosters der Heiligen Hildegard von Bingen. Im vorderen Bereich befindet sich das Bischöfliche Weingut Rüdesheim, im hinteren Bereich die Pfarrkirche St. Hildegard.

Heute ist der Sitz des Bischöflichen Weinguts Rüdesheim das ehemalige Kloster der Heiligen Hildegard von Bingen in Rüdesheim-Eibingen. 1165 übernahm Hildegard von Bingen in Eibingen ein teilweise bereits verfallenes und leerstehendes Augustinerkloster, welches ursprünglich von der adeligen Marka von Rüdesheim 1148 gegründet wurde. Gegen Ende des 17. Jahrhunderts wurde das alte Kloster durch einen neuen Bau ersetzt, von dem heute nur noch der alte Ostflügel mit der, nach einem Brand neu aufgebauten Pfarrkirche Eibingen, der Begräbniskirche der Heiligen Hildegard von Bingen, existiert. In diesem Flügel befindet sich das Bischöfliche Weingut Rüdesheim, sowie ein alter Gewölbekeller (17. Jahrhundert), der dem Weingut heute zur Vinifizierung dient.

## Weinlagen und Rebsorten
Die mit Riesling bepflanzten Weinlagen des Weinguts erstrecken sich im Rheingau von Johannisberg über Geisenheim bis Rüdesheim. Darunter befinden sich Einzellagen wie die Johannisberger Hölle oder die Lagen aus dem Rüdesheimer Berg, Berg Schlossberg, Berg Roseneck und Berg Rottland. Die Spätburgunder werden vor allem in Rüdesheim und Assmannshausen angebaut.
Die Lese findet überwiegend per Hand statt. Ausgebaut werden die Rieslinge je nach Qualität in Stahltanks und großen Rheingauer Stückfässern (großes Holzfass). Die Spätburgunder reifen in Stückfässern und die großen Weine zum Teil auch im Barrique.

## Zertifizierungen
Das Bischöfliche Weingut Rüdesheim fühlt sich in der Verantwortung die Schöpfung zu bewahren. Daher legt es Wert auf nachhaltige Anbaumethoden und ist seit dem Jahr 2010 EMAS zertifiziert (Register-Nr. DE-179-00015).

## Eigentümer
Die Bischöfliche Weingut Rüdesheim GmbH ist eine Einrichtung des Bistums Limburg.

## Auszeichnungen

### Weinführer
- Hugh Johnson´s Pocket Wine Book 2015[6]
- Gault & Millau WeinGuide Deutschland 2015[7]
- Eichelmann 2015 Deutschlands Weine[8]
- Wein-Plus.eu[9]

### Weine
- 2012 Rüdesheim Berg Roseneck Alte Reben Riesling QbA trocken; 17 Punkte, Top 15 Kategorie trockene Rieslinge, Riesling Champion 2014, Fachzeitschrift Vinum[10]

### Sonstige
- Der Feinschmecker Wine Award 2015: Award for Friends mit der Winzervereinigung Zeilensprung e.V.[11][12]